# شارل پومیه دو ورژه
شارل پومیه دو ورژه (فرانسوی: Charles Paumier du Verger‎) تیرانداز اهل بلژیک بود. وی در مسابقات کشوری و بین‌المللی در مجموع برندهٔ ۱ مدال نقره، ۱ مدال برنز شده‌است.